# 納粹德國專員轄區
专员轄區（德語：Reichskommissariat），是納粹德國在擁有的新領地上，由文職人員負責施政的行政區域規劃。

## 概念
納粹德國在原本非屬日耳曼人的新領地上，由文職人員負責施政的行政區域。每個轄區的國家专员（德語：Reichskommissar）由元首希特勒直接指定，下一個階段即是將各個新的統治地區納入未來的德國。設立於東歐的各個專員轄區是規劃為德國人的新生存空間及資源提供地，在西歐和北歐設立的專員轄區則是未來德國以外的民族納入納粹國家的過渡領土。

## 規劃
引入這些領土管理機構有許多目的。那些在西歐和北歐建立或計劃建立的機構通常被設想為將戰前德國以外的日耳曼國家納入擴大的納粹國家的過渡階段。他們的東部總督轄區主要用作殖民和帝國主義目的，作為東方總計劃和生存空間的一部分。
與德國征服的大多數其他領土一樣，地方行政人員和官僚們（尤其是在中低層）被迫在德國的監督下繼續他們的日常運作。在戰爭期間，西歐和北歐的總督轄區保留原來的行政結構，而在東歐引入新的結構。所有這些實體都旨在最終融入一個大德意志國，涵蓋從北海到烏拉爾山的整個歐洲。

## 轄區列表

### 西歐及北歐地區
| 名稱                     | 首都       | 地圖 | 存在時間             |
| ------------------------ | ---------- | ---- | -------------------- |
| 挪威專員轄區             | 奧斯陸     |      | 1940年4月—1945年5月  |
| 尼德蘭專員轄區           | 阿姆斯特丹 |      | 1940年5月—1945年6月  |
| 比利時及北法蘭西專員轄區 | 布魯塞爾   |      | 1944年7月—1944年12月 |

### 東歐地區
| 名稱                      | 首都                            | 地圖 | 存在時間            |
| ------------------------- | ------------------------------- | ---- | ------------------- |
| 東方專員轄區              | 里加                            |      | 1941年7月—1945年5月 |
| 烏克蘭專員轄區            | 基輔（法理上） 羅夫諾（實際上） |      | 1940年5月—1945年6月 |
| 高加索專員轄區 （未成立） | 提比里斯（預計）                |      | （未成立）          |
| 莫斯科專員轄區 （未成立） | 莫斯科（預計）                  |      | （未成立）          |